# Ministère du Genre, de la Famille et des Enfants
Le Ministère du Genre, de la Famille et des Enfants de la république démocratique du Congo (RDC), est le ministère responsable de l'exécution de la stratégie nationale de lutte contre toutes les formes des violences basées sur le genre.
Depuis le 13 juin 2024, Léonnie Kandolo Omoyi est responsable de ce ministère, au sein du gouvernement Suminwa.

## Historique
Le ministère du Genre, de la Famille et des Enfants a été créé en 2008.
Du 24 mars 2023 au 13 juin 2024, sous le Gouvernement Lukonde II, la fonction de ministre du Genre, de la famille et des enfants est exercée par Mireille Masangu. 
Le 29 mai 2024, cinq mois après la réélection de Félix Tshisekedi pour un second mandat au poste de président de la République démocratique du Congo, ce dernier dévoile son nouveau gouvernement, au sein duquel la charge du ministère du Genre, de la Famille et des Enfants est confié à Léonnie Kandolo. Cette dernière entre officiellement en fonction le 13 juin 2024, à la suite de la cérémonie de remise et reprise avec sa prédécesseure,,. 

## Liste des ministres
| Nom                           | Date                                 | Ministère                        |
| ----------------------------- | ------------------------------------ | -------------------------------- |
| Marie-Ange Lukiana Mufwankolo | 26 octobre 2008 – 6 mars 2012        | Gouvernement Muzito I, II et III |
| Geneviève Inagosi             | 6 mars 2012 – 7 décembre 2014        | Gouvernement Matata I            |
| Bijou Mushitu Kat             | 8 décembre 2014 – 25 septembre 2015  | Gouvernement Matata II           |
| Lucie Kipele Aki Azwa         | 25 septembre 2015 - 19 décembre 2016 | Gouvernement Matata II           |
| Marie-Louise Mwange           | 23 décembre 2016 – 18 mai 2017       | Gouvernement Badibanga           |
| Chantal Safu                  | 18 mai 2017 – 9 septembre 2019       | Gouvernement Tshibala            |
| Béatrice Lomeya Atilite       | 25 août 2019                         | Gouvernement Ilunga              |
| Gisèle Ndaya Luseba           | 12 avril 2021 - 23 mars 2023         | Gouvernement Lukonde I           |
| Mireille Masangu              | 24 mars 2023 - 13 juin 2024          | Gouvernement Lukonde II          |
| Léonnie Kandolo Omoyi         | 13 juin 2004 -                       | gouvernement Suminwa             |